# Carolin Schäfer
Carolin Schäfer (Bad Wildungen, 5 de diciembre de 1991) es una deportista alemana que compite en atletismo, especialista en la prueba de heptatlón.
Ganó una medalla de plata en el Campeonato Mundial de Atletismo de 2017 y una medalla de bronce en el Campeonato Europeo de Atletismo de 2018.
Participó en dos Juegos Olímpicos de Verano, ocupando el quinto lugar en Río de Janeiro 2016 y el séptimo en Tokio 2020, en su especialidad.

## Palmarés internacional
| Campeonato Mundial | Campeonato Mundial    | Campeonato Mundial | Campeonato Mundial |
| Año                | Lugar                 | Medalla            | Prueba             |
| ------------------ | --------------------- | ------------------ | ------------------ |
| 2017               | Londres (Reino Unido) | Medalla de plata   | Heptatlón          |
| Campeonato Europeo |                       |                    |                    |
| Año                | Lugar                 | Medalla            | Prueba             |
| 2018               | Berlín (Alemania)     | Medalla de bronce  | Heptatlón          |